# Alte Brauerei Potsdam

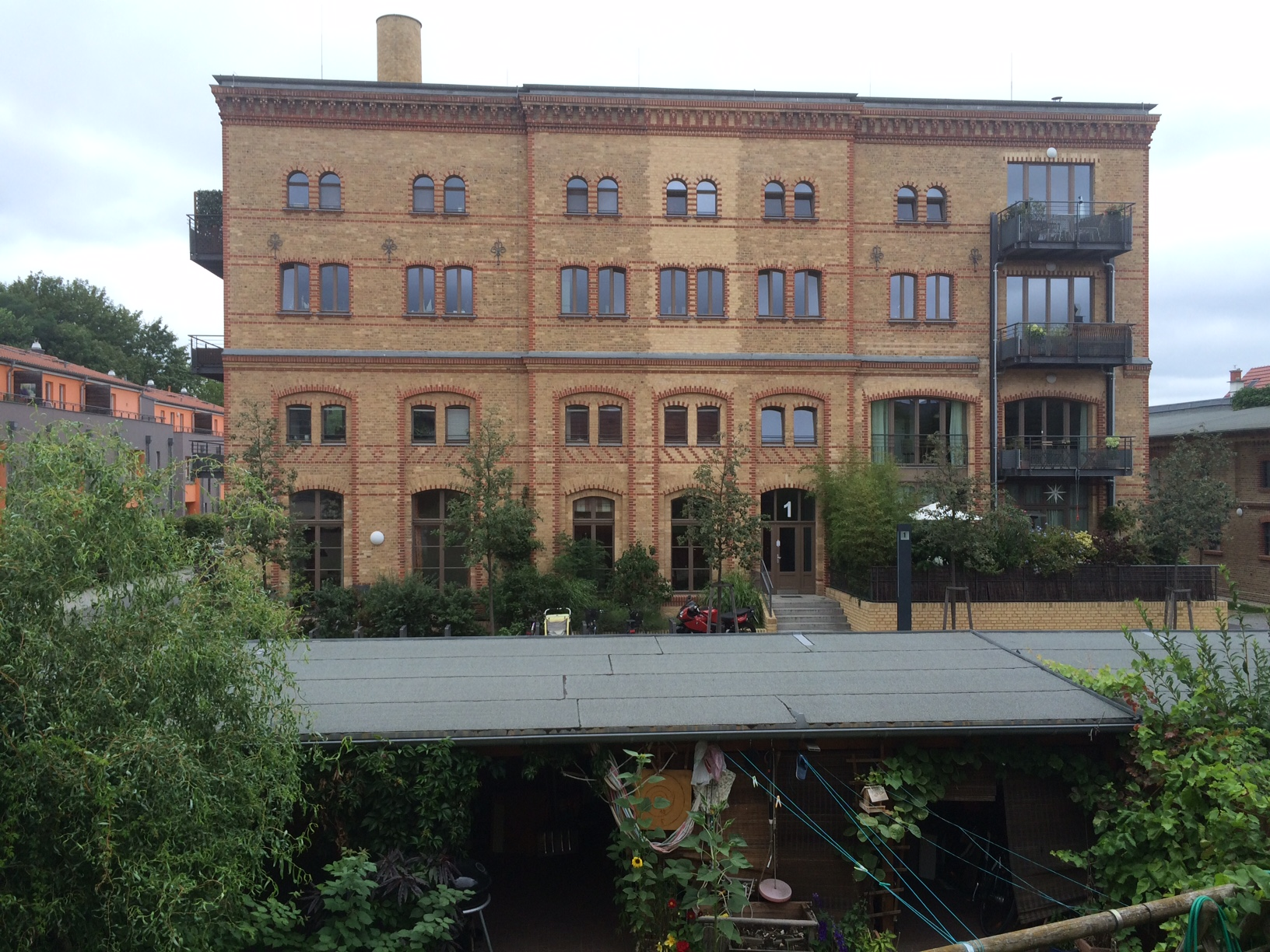
Wohnprojekt Alte Brauerei in Potsdam-Babelsberg

Die Alte Brauerei Potsdam befindet sich in Babelsberg in der alten Weberkolonie hinter dem Grundstück Alt Nowawes 30 und 30a. Die Brauerei bestand aus mehreren Gebäudeteilen. Laut den wenigen vorhandenen Unterlagen entstand zuerst der Kühlturm zwischen 1860 und 1875. Ab 1895 entstanden das Hauptgebäude im Stil der Neorenaissance und der Pferdestall. Bis 1939 wurde hier das Bier „Schlossbräu“ gebraut. Im Adressbuch von 1936/37 wird an diesem Standort eine Niederlage der Schöneberger Schloßbrauerei angegeben
Während des Krieges dienten die Gewölbekeller als Luftschutzbunker. Später gab es in den Gebäuden eine Tischlerei, eine Werkstatt und verschiedene Lager. Nach der Wende standen die Gebäude leer und verfielen. Im Auftrag der Stadt kaufte 2004 ein Sanierungsträger das Grundstück und erarbeitete einen Bebauungsplan.
Eine Bauherrengemeinschaft restaurierte schließlich die Brauerei. Nach der Restaurierung entstanden im Brauereigebäude Eigentumswohnungen. Im ehemaligen Kühlhaus zog ein Architekt mit seinem Büro ein. Neue Stadthäuser und ein Doppelhaus im Weberhausstil wurden von Familien auf dem Grundstück gebaut. Das alte Stallgebäude wird von den Anwohnern für Familienferien und kulturelle Veranstaltungen genutzt.
Im Oktober 2014 wurde die alte Brauerei „Denkmal des Monats“ der Arbeitsgemeinschaft Städte mit historischen Stadtkernen des Landes Brandenburg.